# Sedum meyranianum
Sedum meyranianum är en fetbladsväxtart som beskrevs av J. Metzger. Sedum meyranianum ingår i Fetknoppssläktet som ingår i familjen fetbladsväxter. Inga underarter finns listade i Catalogue of Life.